# Compsoptera acutaria
Compsoptera acutaria är en fjärilsart som beskrevs av Herrich-Schäffer 1852. Compsoptera acutaria ingår i släktet Compsoptera och familjen mätare. Inga underarter finns listade i Catalogue of Life.